# Far Cry
Far Cry — шутер від першої особи, розроблений німецькою компанією Crytek і виданий Ubisoft 23 березня 2004 року як ПК-ексклюзив для Microsoft Windows. 
До гри додається редактор рівнів Sandbox 1, що дозволяє створювати свої повноцінні місії. Far Cry був проданий у кількості 730 000 примірників за 4 місяці після випуску і в даний час розійшовся тиражем понад 1 млн копій. Оригінальна гра для ПК була пізніше портована на ігрові приставки. У 2008 році відбувся вихід фільму по грі з однойменною назвою.   
У 2005 році вийшла модифікована консольна версія Far Cry Instincts для Xbox, а y 2006 Far Cry Vengeance для Wii. Однак ці версії гри для ігрових приставок розробляється не Crytek, а Монреальським підрозділом компанії Ubisoft  - Ubisoft Montreal.         
19 липня 2007 Ubisoft офіційно анонсувала Far Cry 2, розробку якої на себе взяла Ubisoft Montreal.

## Сюжет
Джек Карвер — колишній спецназівець, якого найняла журналістка Валері для дослідження одного з островів Тихого океану, через атаку найманців потрапляє у бункер часів Другої Світової. Змушений вбити купу найманців і мутантів, щоб урятувати Валері (як виявилося таємного агента ЦРУ) та врятуватися із злополучного архіпелагу. При цьому йому допомагає Дойл (Працівник ЦРУ який працює у лабораторіях Крігера).

## Місце подій
Ландшафт в Far Cry досить різноманітний. Позаяк події розгортаються на архіпелазі в південній частині Тихого океану, в грі присутні пляжі, тропічні ліси, густі джунглі, високі каньйони, шахти, болота і навіть діючий вулкан. Інтер'єри змінюються від простих хатин і наметових таборів до ультрасучасних підземних лабораторій і руїн стародавніх храмів. Деякі споруди є японськими укріпленнями і бункерами, що залишилися від Другої Світової війни.

## Процес гри
Відмінною особливістю гри є величезні ігрові рівні (локації), виконані у вигляді мальовничих тихоокеанських тропічних островів, а також можливість дістатися до мети декількома засобами, в тому числі використовуючи наземний або надводний транспорт.  

### Багатокористувацька гра
У грі присутні три режими багатокористувацької гри:
- «Free For All» (укр. Вільний для всіх) - стандартний режим Free-For-All;
- «Team Death Match» - командний Deathmatch;
- «Assault» (укр. Штурм) — тип командної гри, в якому атакуюча команда повинна захопити три ворожі бази, одну за одною за певний час. Команда, яка обороняється, повинна відбивати атаки ворога, поки не будуть захоплені всі бази або не закінчиться час. Після цього команди міняються місцями. Перемога присуджується команді, яка захопила більшу кількість баз за менший час.

## Розробка
1 вересня 2007 Ubisoft випустила одиночну версію гри для вільного скачування на сайті FilePlanet.com, проте ця безкоштовна версія була прибрана, як тільки неамериканські користувачі почали завантажувати гру. Згідно Ubisoft, ця пропозиція більше не доступна. Проте безкоштовна одиночна версія гри доступна для скачування на деяких неофіційних сайтах, таких як Fileshack.

## Оцінка й відгуки

### Продажі
4 січня 2011 в Інтернет потрапила презентація під назвою «CryEngine — The next generation of interactive entertainment and real — time 3D technologies» під авторством Авні Ерлі, датована 26 травня 2010 року. Ця презентація була призначена для залучення уваги потенційних інвесторів до Crytek і містила раніше неопубліковані фінансові дані компанії. Зокрема, містилася інформація про сумарні продажі всіх випущених до цього часу ігор Crytek. Згідно з цією презентацією, на момент її публікації, продажі Far Cry перевищили 2,5 мільйона копій по всьому світу.